# Prucalopride
Le prucalopride est une molécule agoniste du récepteur sérotoninergique de type 5-HT4 et utilisé comme laxatif. Il est déconseillé par la revue médicale indépendante Prescrire.

## Mode d'action
Il augmente la motilité du tube digestif.

## Efficacité
Il est efficace dans la constipation chronique,. Le polyéthylène glycol est cependant aussi efficace et mieux toléré.
Il sera utilisé en seconde intention en cas d'échec des laxatifs.